# Kmiczynka
Kmiczynka (Kamień) – rzeka, prawoboczny dopływ Huczwy o długości 16,04 km.
Rzeka płynie na Lubelszczyźnie. Obszar źródłowy Kmiczynki zlokalizowany jest na wschodnich obrzeżach wsi Wasylów. Wpływa do Huczwy pomiędzy Dobużkiem a Łaszczowem. Rzeka płynie silnie wciętą, wąską, lessową doliną, która przy jej ujściu rozszerza się do 800 m. Głównym dopływem Kmiczynki jest struga Kamionka. Dopływy tej rzeki stanowią również cieki, które prowadzą wodę tylko po roztopach i ulewnych deszczach. Kmiczynka prowadzi zanieczyszczoną wodę, o czym świadczy niska zawartość w niej tlenu oraz bardzo wysoka konduktywność.